# Остапенко, Иван Петрович
Иван Петрович Остапенко (1923—1964) — командир авиационной эскадрильи 7-го гвардейского Севастопольского ордена Ленина штурмового авиационного полка (230-й Кубанской Краснознамённой ордена Суворова штурмовой авиационной дивизии, 4-й воздушной армии, 2-го Белорусского фронта), полковник. Герой Советского Союза (1945).

## Биография
Родился 14 октября 1923 года в селе Долгенькое ныне Изюмского района Харьковской области. Окончил техникум.
Был призван в Красную Армию в 1940 году. В 1942 году окончил школу пилотов. Воевал в составе 7-го гвардейского штурмового авиационного полка. Участвовал в сражениях Северо-Кавказского фронта. Совершил 10 боевых вылетов на штурмовике Ил-2, был обстрелян зенитной артиллерией противника. Пилот смог довести самолёт до аэродрома и посадить его. Был представлен к награждению орденом Красного Знамени. 8 декабря 1942 года награждён орденом Красной Звезды.
Зимой 1943 года выполнял боевые задания в районе города Орджоникидзе. 12 февраля 1943 года награждён орденом Отечественной войны 2-й степени. В июне 1943 года он был назначен командиром эскадрильи. Эскадрильей уничтожено и повреждено до 150 автомашин, 24 артиллерийских орудия, 3 паровоза, 15 вагонов, 6 зенитных орудий, потоплено 3 баржи и катера, свыше 700 солдат и офицеров противника. 7 декабря 1943 года был награждён орденом Красного Знамени. К ноябрю 1944 года И. П. Остапенко совершил 103 боевых вылета, уничтожив и повредив значительное количество боевой техники и живой силы противника. 23 февраля 1945 года присвоено звание Героя Советского Союза с вручением ордена Ленина и медали «Золотая Звезда».
После войны продолжил службу в ВВС. Полковник И. П. Остапенко погиб 14 февраля 1964 года. Похоронен в Луганске.

## Награды
- Медаль «Золотая Звезда» Героя Советского Союза;
- орден Ленина;
- два ордена Красного Знамени;
- орден Александра Невского;
- орден Отечественной войны 2-й степени;
- четыре ордена Красной Звезды;
- медали.

## Память
- Именем Героя названы улицы в Луганске и Харькове.